# Calamagrostis zerninensis
Calamagrostis zerninensis är en gräsart som beskrevs av Lüderw. Calamagrostis zerninensis ingår i släktet rör, och familjen gräs. Inga underarter finns listade i Catalogue of Life.